# U-701
Unterseeboot 701 foi um submarino alemão do Tipo VIIC, pertencente a Kriegsmarine que atuou durante a Segunda Guerra Mundial.

## Comandantes
| Comandante         | Data                                     |
| ------------------ | ---------------------------------------- |
| Kptlt. Horst Degen | 16 de julho de 1941 - 7 de julho de 1942 |

## Subordinação
Durante o seu tempo de serviço, esteve subordinado às seguintes flotilhas:
| Período                                     | Flotilha                                  |
| ------------------------------------------- | ----------------------------------------- |
| 16 de julho de 1941 - 1 de dezembro de 1941 | 3. Unterseebootsflottille (treinamento)   |
| 1 de dezembro de 1941 - 7 de julho de 1942  | 3. Unterseebootsflottille (serviço ativo) |

## Operações conjuntas de ataque
O U-701 participou das seguinte operações de ataque combinado durante a sua carreira:
- Rudeltaktik Ziethen (6 de janeiro de 1942 - 22 de janeiro de 1942)
- Rudeltaktik Westwall (2 de março de 1942 - 12 de março de 1942)
- Rudeltaktik York (12 de março de 1942 - 26 de março de 1942)